# Embryo
「embryo」（エンブリオ）はDir en greyのメジャー12枚目のシングル。

## 概説
2ヶ月連続リリースシングルの第2弾。テレビ東京系「たけしの誰でもピカソ」エンディングテーマに起用された。
作曲者の薫によると、当初のギター、ベース、ドラム、仮歌が入ったのを聞いて、まったく違う感じのフレーズのギターを弾いてみたところ、雰囲気がかなり変わり現在の形に落ち着いたとのこと。
当初はタイトル(embryo=胎児)に絡んだ詞が存在していたが、シングルとしてプロモーションするには内容が「有り得ない」という理由から、書き直された。そのため、この曲にはシングル用とアルバム用の2つの歌詞が存在する。元の詞は、アルバム『鬼葬』に収録されている。

## 曲目
1. embryo
(詞:京　曲：薫 編曲:Dir en grey)
ポエム・リーディングのような歌い方をしている。今作の歌詞は、元の歌詞がその内容から規制された事についての「こうやって自由が無くなるんだ」という怒りや悲しみを書きなぐっただけと語っている。
2. ZOMBOID　零式MIX
(Remixed by 薫、Toshiya&Shinya)
アルバム『鬼葬』収録曲ではあるものの、アルバム発売前にオリジナルよりも先行してリミックス音源を収録している。アコースティック・ギターとベース、打ち込みにより作られている。オリジナル部分は曲の中盤に、一瞬現れる。
3. embryo　ウテウテブギウギ　哀歌
(Remixed by 京＆Die)
「ZOMBOID」と同じく、オリジナルのものとは大幅に異なるリミックスをしており、青い山脈のメロディをベースにエフェクトのかかった歌が乗せられている。